# Nordost-Grönland-Nationalpark
Der Nordost-Grönland-Nationalpark ist der größte und nördlichste Nationalpark der Welt und der einzige Nationalpark Grönlands. Der Nationalpark ist die zweitgrößte auf der zweiten Ebene befindliche Verwaltungseinheit der Welt, nach der kanadischen Region Qikiqtaaluk.

## Geografie
Der Nationalpark hat eine Fläche von 972.000 km² und umfasst somit rund 45 % des grönländischen Landareals. Seine Grenze verläuft im Südosten von Kap Biot im Scoresby Land nördlich des Distrikts Ittoqqortoormiit nach Westen, dann über den Ostrand der Stauning Alper südwärts, bis zum Fjord Kangersik Kiatteq (Nordvestfjord) und dann entlang dessen Nordküste weiter nach Westen, ab der Insel Immikkeertaa (Mågetugen) südwestwärts über den Fjord, quer über Renland und zuletzt ab dem 71. Breitengrad auf das Inlandseis. Ab dem 44. Längengrad verläuft die Grenze nordwärts bis zum 78. Breitengrad. Die nordwestliche Grenze zum Distrikt Qaanaaq verläuft durch den Petermann Gletsjer.

## Geschichte
Der Nationalpark wurde am 22. Mai 1974 durch einen Folketingsbeschluss gegründet, wobei das Gesetz erst am 1. Juli 1974 inkrafttrat. Die Initiative ging vom in Grönland tätigen Biologen Christian Vibe, dem Departementschef und ehemaligen grönländischen Landsfoged Eske Brun und der Kommission für Wissenschaftliche Untersuchungen in Grönland aus.
Am 12. November 1980 wurde das Gesetz vom Naalakkersuisut übernommen. Am 9. November 1988 wurde das Gebiet auf seine heutige Größe ausgeweitet, indem die bisher quer von Ost- nach Nordgrönland verlaufende Grenze zum jetzigen rechtwinkligen Grenzverlauf ausgeweitet wurde, womit ein großer Teil des Inlandeises neu zum Nationalpark gehörte.
Für das Betreten des Nationalparks ist eine Genehmigung der grönländischen Regierung erforderlich. Zudem ist eine Versicherung für eventuelle Rettungsaktionen notwendig. Die Tiere im Nationalpark sind grundsätzlich geschützt und Fischerei ist nur mit Angel gestattet. Jäger aus Ittoqqortoormiit dürfen jedoch Jagdreisen im Nationalpark unternehmen.
1977 wurde der Nationalpark zum internationalen Biosphärenreservat erklärt. 2018 beschloss die grönländische Regierung, den Nationalpark zum folgenden Jahr aus dem Programm zurückzuziehen, da eine Bedingung eine feste Besiedelung im Gebiet ist.

## Bevölkerung

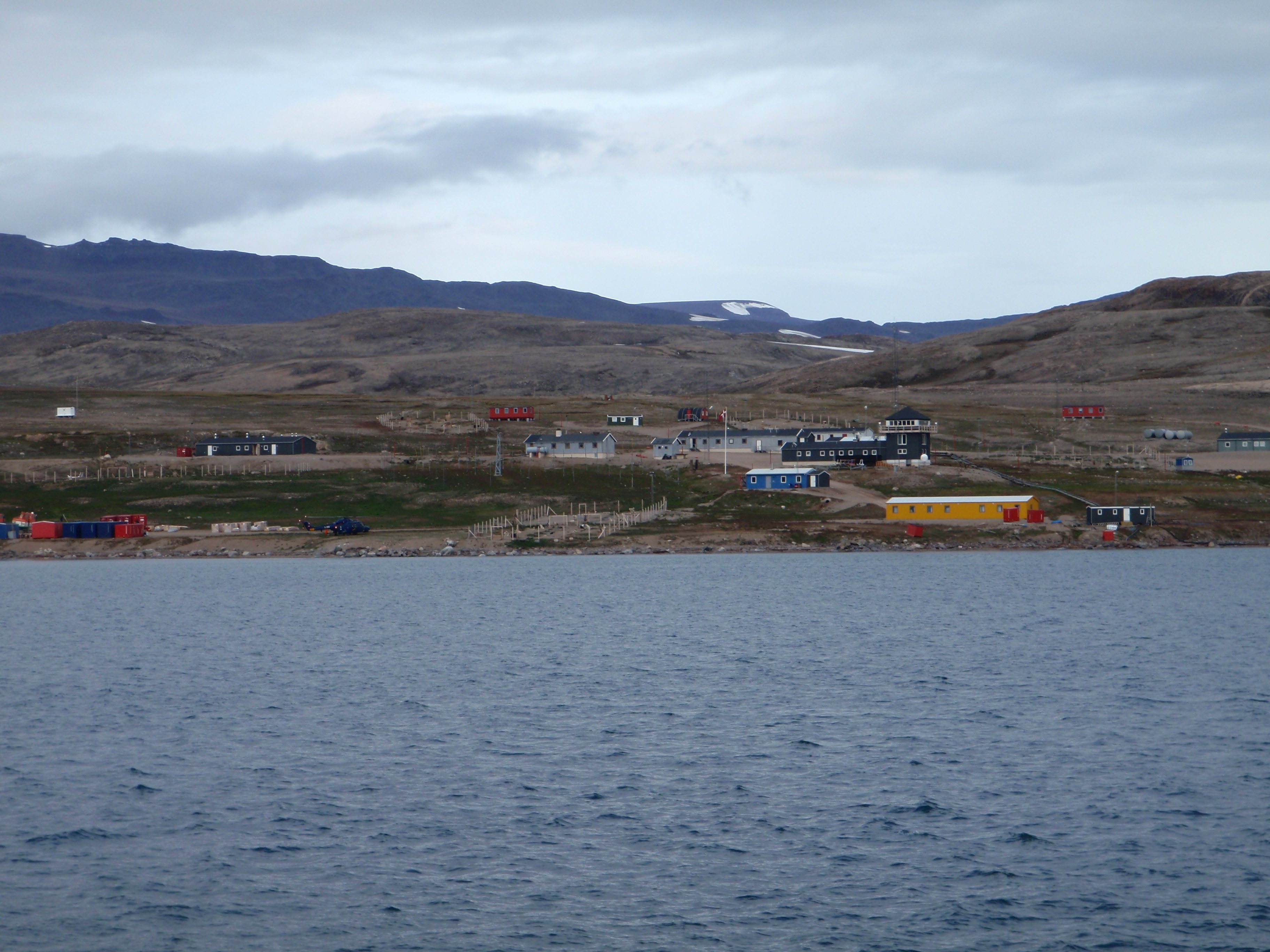
Die Station Daneborg (2008)

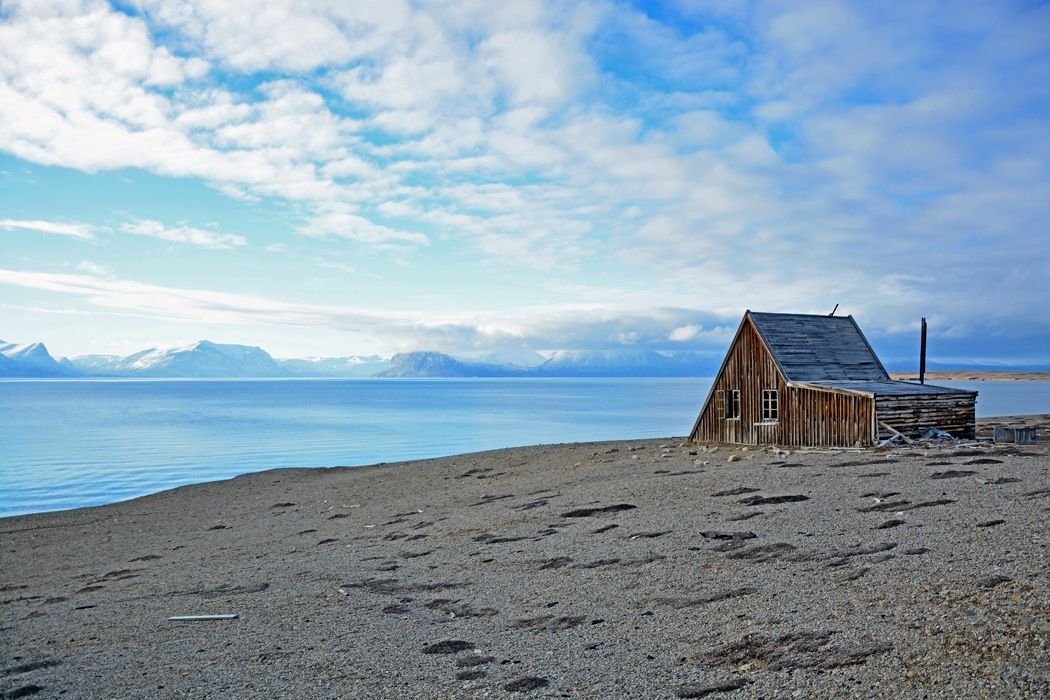
Trapperhütte Kulhus an der Südküste der Halbinsel Hochstetter Forland (2013)

Der Nationalpark ist quasi unbewohnt. Im Gebiet wurden archäologische Überreste von Eskimokulturen gefunden, von denen die älteste 4500 Jahre alt sind. Auch in jüngerer Zeit war Nordostgrönland noch bewohnt. Die von Douglas Charles Clavering 1823 gesichteten Nordostgrönländer starben jedoch kurz darauf aus. Heute gibt es nur einige wissenschaftliche und militärische Stationen und Jagdhütten in Nordostgrönland, darunter Mestersvig, Daneborg, die Forschungsstation Zackenberg, Danmarkshavn und Station Nord. Seit dem Zweiten Weltkrieg steht die Stationierung von Personal in Nordostgrönland vor allem in Verbindung mit der Sirius-Schlittenpatrouille.

## Fauna
Im Nordost-Grönland-Nationalpark leben zahlreiche Tiere, darunter Eisbären, Walrosse, Moschusochsen, Lemminge, Hermeline, Polarfüchse, Polarwölfe, Schneehasen, verschiedene Meeresvögel, Gänse, Schneehühner, Schneeeulen und Jagdfalken.
Die früher in Nordostgrönland lebenden Rentiere sind um 1900 ausgestorben. Wölfe, die ursprünglich im gesamten Küstengebiet des Nationalparks vorkamen, wurden von dänischen und norwegischen Jägern in den 1920er und 1930er Jahren vor allem mit Hilfe von Giftködern ausgerottet. Ab 1939 wurden sie in Ostgrönland südlich des 80. Breitengrades nicht mehr beobachtet. Ab 1979 wanderten wieder einzelne Tiere aus Nordgrönland zu. Die Größe der Population erreichte 1996 mit geschätzten 23 Tieren ihren Höhepunkt und ging nach 2002 auf null zurück.